# Bob Carr
Robert John Carr (Sídney, Nueva Gales del Sur, 28 de septiembre de 1947), más conocido como Bob Carr, es un político australiano. Actualmente es senador por el estado de Nueva Gales del Sur y fue ministro de Relaciones Exteriores de su país hasta septiembre de 2013. Es miembro del Partido Laborista y anteriormente fue primer ministro de su estado natal entre abril de 1995 y agosto de 2005.

## Biografía y carrera
Carr nació en el suburbio de Matraville en Sídney, hijo de Edward y Phyllis Carr. Fue educado en la Secundaria Matraville, de donde se graduó en 1964. Fue el primer miembro de su familia en terminar la escuela secundaria, y se interesó en la política cuando era adolescente.
Cuando tenía tan solo 15 años, Carr se unió a la agrupación local del Partido Laborista Australiano. Años después, en 1970, se convirtió en el presidente del Partido Laborista de Nueva Gales del Sur y luego, en 1972, presidente de los Laboristas Jóvenes. Se graduó de la universidad en la Universidad de Nueva Gales del Sur, en la cual obtuvo su Licenciatura en Historia con honores.
Tras graduarse, Carr trabajó como periodista para los programas de actualidad en las radios AM y PM de la ABC entre 1969 y 1971. También fue un reportero sobre relaciones industriales y política para la revista The Bulletin entre 1978 y 1983. Más adelante, Carr declaró que su trabajo como periodista lo preparó bien para su carrera en la política. También pasó un tiempo trabajando como oficial de educación para el Consejo Laborista de Nueva Gales del Sur (1972-78).
Carr conoció a una estudiante malaya de economía, Helena John, mientras se encontraba de vacaciones en Tahití, y se casaron el 24 de febrero de 1973. Helena Carr se convirtió en una exitosa empresaria; aunque siempre proveyó un importante apoyo moral a Bob Carr, Helena se mantuvo fuera de la arena política durante la carrera de su esposo.

## Carrera política en Nueva Gales del Sur
Carr entró a la Asamblea Legislativa de Nueva Gales del Sur con el Partido Laborista en una elección especial en octubre de 1983 como representante de Maroubra. En diciembre de 1984 fue nombrado ministro de Planeación y Medio Ambiente por el gobierno de Neville Wran. En febrero de 1986 también tomó las responsabilidades de Asuntos del Consumidor, las cuales mantuvo hasta que fue nombrado ministro de Legadoen julio de 1986 cuando Barrie Unsworth alcanzó el puesto de primer ministro.

### Como líder de la oposición
El gobierno laborista de Unsworth sufrió una aplastante derrota en las elecciones estatales de 1998, en una campaña que se apoyó en un sentimiento que clamaba que era "tiempo de un cambio" tras 12 años de gobiernos laboristas. Carr estaba interesado en las relaciones internacionales, y su ambición de muchos años era la de entrar en el mundo de la política a nivel federal y convertirse en ministro de Relaciones Exteriores. Sin embargo, después de la elección Carr fue presionado por la facción de derecha de su mismo partido para postularse para la dirección del mismo. Además, la organización no quería que Laurie Brereton se convierta en líder; Carr terminaría ganando la representación de Kingsford Smith, la cual vio como su oportunidada para escalar en el mundo de la política a nivel federal. Así fue que Carr terminó aceptando, aunque con reservas, su puesto como líder de la oposición. En su diario escribió lo que pasaba por su mente en esa época:

«He pasado el día como un hombre condenado, respondiendo a llamadas telefónicas y escribiendo una declaración, la cual le volvía a decir a la prensa que no cambiaría. Pensé en lo que me estaba metiendo y sentí un nudo en el estómago. Destruiré mi carrera en cuatro años. Todo ha cambiado. Es mi destino... Así que, para bien o para mal, la semana que viene me convertiré en el líder del partido.»

Pese a sus dudas, la actuación de Carr como líder de la oposición recibió la aprobación de su partido gracias a su seriedad. Mantuvo un mensaje disciplinado, atacando al gobierno de la coalición por despilfarros y malos manejos al mismo tiempo que publicaba sus políticas propias con costos claros para presentar al Partido Laborista como una alternativa para el gobierno. Las encuestas antes de la elección en Nueva Gales del Sur de 1991 indicaban otra aplastante derrote. Sin embargo, los laboristas obtuvieron buenos resultados, recuperando todos menos uno de los escaños que habían perdido la elección anterior. Como resultado de esto, aunque la Coalición ganó el 52 por ciento de los votos entre los partidos, los laboristas recuperaron 10 escaños y se quedaron tan solo a cuatro de los necesarios para nombrar como primer ministro a Carr. Greiner se vio obligado a formar un gobierno de minoría con el apoyo de los independientes.
En 1992, Greiner dimitió luego de que se salieran a la luz pruebas de corrupción en una investigación del Comité Independiente Contra la Corrupción. John Fahey lo reemplazó como Premier, pero su trabajo se vio limitado por la necesidad que tenía de transigir con independientes. Carr llevó a cabo una dedicada campaña en las elecciones estatales de 1995 y ganó la elección con una mayoría de un escaño.

### Como Primer ministro de Nueva Gales del Sur
Tras la estrecha victoria en 1995, Carr fue reelecto con una mayoría considerable en 1999, con un cambio en los votantes del siete por ciento en favor de los laboristas. Fue reelegido casi con la misma facilidad en 2003.
Su cuidadoso gobierno de centro se caracterizó por una administración financiera conservadora, incentivar a las fuerzas del mercado y una posición dura ante el crimen. También proyectó una imagen de ser amigable con el medio ambiente y estar comprometido con la rigidez de los currículums, exámenes e iniciativas para incrementar el alfabetismo en las escuelas. Carr incursionó en temas de política pública nacional, en especial en cuestiones del medio ambiente, crecimiento poblacional, investigación con células madre, relaciones entre el gobierno federal y el estado y en su apoyo a un modelo minimalista de una república australiana.

#### Protección de la naturaleza
La protección de la naturaleza surgió como una de las prioridades más importantes durante los primeros meses del gobierno de Carr. Rápidamente prohibió la construcción de canales en zonas residenciales debido al impacto que estos tenían en la calidad de los sistemas fluviales. El gobierno implementó una de sus promesas más importantes de la elección; salvó los bosques del sureste que se extienden a lo largo de la cordillera costera desde la bahía Batemans hasta la frontera con Victoria. Estos habían sido seleccionados para explotación forestal al momento de las elecciones. La propuesta electoral de Carr había sido de incluir 90.000 hectáreas de bosque dentre nuevos parques nacionales para que de esta forma estén protegidas. Una vez elegido, sobrepasó su promesa, incluyendo 120.000 hectáreas. Más adelante argumentó que esta acción había «salvado al magnífico desfiladero de Myamba, el río Towamba superior, y los antiguos y altísimos bosques de Coolangubra y Tantawangalo, repletos de gliders, bandicootsi y búhos».
 La iniciativa fue apoyada por un paquete de restructuración de seis millones de dólares australianos para construir un aserradero moderno y 20 años garantizados de madera alternativa para mantenerlo ocupado.
Tras las elecciones estatales de 1999, Carr declaró la creación de 100 nuevos parques nacionales entre Nowra y el Valle Bega. Antes de terminar su mandato, Carr detuvo la explotación maderera en el cinturón del Brigalow, en la región de Pilliga al norte de Coonabarabran. Esta intervención salvó «los bosques semi-áridos de eucaliptos y pinos cipreses, sus Mallefowl y Barking Owl, y dio una oportunidad de recargarse a la Gran Cuenca Artesiana».
Las negociaciones para la restructuración de los aserraderos en el cinturón del Brigalow fueron difíciles, pero finalmente exitosas. Carr indicó en 2009 que «los pueblos rurales no 'murieron' como resultado de estas medidas de protección a la naturaleza. Los antiguos pueblos madereros ahora cuentan con comunidades con una fuerte base económicas, parques nacionales de clase mundial a sus puertas y un pujante turismo ecológico».
En su primer mandato, el gobierno prohibió la extracción de vegetación antigua en terrenos arables e introdujo un precio para las aguas rurales y una distribución medioambiental del sistema de ríos del estado. Ambas iniciativas fueron controvertidas y enfrentaron al gobierno con los productores agrícolas.
En junio de 2001, Carr prohibió los jet esquís de la bahía de Sídney. Sobre esto, dijo: «Uno no permitiría el uso de motocicletas en jardines botánicos».
Hubo otras dos decisiones sobre los bosques que ganaron el apoyo del movimiento conservacionista del estado. En 2003, el gobierno salvó los llamados íconos forestales, ahora consideradas las joyas del sistema de reservas forestales del noreste de NGS. Estas incluyeron, en palabras de Carr, «el bosque antiguo en Chaelundi donde se habían librado batallas por su preservación hace una década atrás; puntos importantes de biodiversidad significativa a nivel nacional en Whian; y la mayor población de koalas en la costa este en SNW en Pine Creek, cerca de Coffs Harbour».
La prevención de destrucción de vegetación fue contada como una importante medida para contrarrestar la emisión de gases invernadero, ayudando a Australia a alcanzar sus objetivos de Kioto. Además, en enero de 2003, el gobierno de Carr lanzó el primer sistema de intercambio de cuotas de gases invernadero, el Plan de Reducción de Gases Invernadero, el cual fijó un límite a las emisiones de dióxido de carbono por parte de los proveedores de electricidad. Es la primera iniciativa de este tipo según el Banco Mundial.
En 2004 el gobierno creó el índice de sostenibilidad de construcciones que fijó objetivos de reducción del uso de energía y agua que todas las casas debían cumplir. Obligó a reducir el uso de agua y energía hasta en un 40% en cada edificio.

#### Reformas a la responsabilidad extracontractual
En su segundo mandato, el gobierno de Carr se sembarcó en un proceso de reforma a la responsabilidad extracontractual que lo llevó a ser descrito como "mata dragones" por la Revista Forbes. En 1999, con un incremento en el costo de muchos seguros contra accidentes, Carr le encomendó a su ministro John Della Bosca la tarea de reformar la ley. Esto resultó en la eliminación de lo que Carr llamaba "rorts legales" (un juego de palabras en el inglés entre tort, que se refiere a la responsabilidad contractual). El precio de los seguros obligatorios contra accidentes automovilísticos de terceros cayeron hasta $150 en precios de 1999. Carr argumentó que esto creó las bases par alo que el llamó la reforma "más profunda" de este tipo realizada por cualquier gobierno.
Sin embargo, debido a que la ley hizo que efectivamente sea imposible reclamar cualquier compensación por lesiones cuyo costo sea menos de aproximadamente 60.000 dólares australianos, fue criticada por el presidente de la Corte de Nueva Gales del Sur, James Spigelman, y otros. Spigelman argumentó que "eliminaba todos los reclamos menores", dándole a las personas "el derecho a ser negligentes y lastimara alguien hasta cierto monto antes de que tengan que ser responsables de ello" En otras palabras, las agencias gubernamentales y las corporaciones podían tomar decisiones que ponían en peligro al público similares a las que involucraron el caso del Ford Pinto: sería más racional en términos económicos el permitir obras de un nivel inferior incluso si ponían en peligro al público, porque los pagos por pérdidas de salarios y cuentas médicas muchas veces serían relativamente pequeños en comparación con el trabajo requerido. Spigelman dijo: «La introducción de un requisito de que una persona tenga que ser sujeto a una invalidez del 15 por ciento de todo su cuerpo -un porcentaje que es menor en algunos estados- antes de poder cobrar por daños generales ha sido objeto de controversia. Implica que algunas personas que han sufrido serias lesiones no puedan ni siquiera iniciar un proceso. Más que cualquier otro factor yo considero que esta restricción será vista como muy restrictiva».

#### Leyes sobre drogas
Como resultado de la cumbre sobre drogas de 1999 auspiciada por el gobierno, el gabinete de Carr introdujo el primer centro de inyección para usuarios de heroína supervisado por médicos, ubicado en King's Cross. El gobierno indicó que serviría como un "camino a la rehabilitación". El gobierno argumentó que se trataba de una medida de minimización de daños con el fin de mantener con vida a los consumidores de drogas hasta que pueda tomar la decisión de abandonarlas. Otras reformas incluyeron la introducción de cortes de drogas y un programa voluntario de prueba permite a los magistrados asignar a los acusados de consumo de drogas a programas de tratamiento en lugar de encarcelarlos.

### Reforma policial
Cuando Carr estaba en la oposición, esta había apoyado una moción del independiente John Hatton en 1994 para establecer una Comisión Real sobre corrupción en la policía de Nueva Gales del Sur. Como resultado de esto, Carr heredó el trabajo de la Comisión Real y sus reportes. En noviembre de 1996 uno de los reportes recomendó que el gobierno otorgue un mayor poder al Comisionado de la Policía para poder contratar y despedir a su personal, se realicen pruebas de alcoholemia y consumo de drogas al azar a todos los oficiales de poicía, y se cree una comisión de detección policial para detectar y auditar la corrupción dentro de la policía. Pero las recomendaciones fueron recibidas con fuertes objeciones por parte de la Asociación de Polícias respaldada por el Consejo Laborista y manifestaciones afuera del parlamento de unos 1500 oficiales. Hubo una revuelta en el partido de Carr en el parlamento.
El primer ministro estaba decidido a otorgar mayores poderes al comisionado para que se puedan limpiar los oficiales corruptos o comprometidos de la policía. La legislación fue aprobada y el Sydney Morning Herald indicó en un editorial que Carr había demostrado «un férreo coraje al resistir la presión de la asociación de policías».

### Colaboraciones entre el sector público y el sector privado
El gobierno de Carr fue uno de los primeros en utilizar asociaciones de entidadas públicas con empresas privadas (en inglés private-public partnerships o PPPs) para financiar infraestructura adicional, creadon un modelo que fue seguido por otros estados. Cinco nuevos proyectos dieron a Sídney un sistema de anillos que incluyó la extensión de la ruta M5, el Estern Distributor, el M2 Hills Motorway, el Westlink M7, el túnel de Lane Cove, y el túnel Cross City. Como resutaldo de esto, los viajes de norte a sur en el oeste de Sídney fueron reducidos en una hora con el uso de 42 kilómetros del Weslink M7. Los conductores podía viajar desde los suburbios del norte de Sídney hasta el sur de Geelong, Victoria con tan solo un cruce de semáforo en Holbrook, Nueva Gales del Sur. El túnel eliminaba 18 semáforos del trayecto este oeste bajo la ciudad y reducía el tiempo de viaje en 20 minutos. Estos caminos tuvieron un costo total de 5.4 mil millones de dólares australianos. Solo 800 millones de estos vinieron del sector privado.
Según el comunicado de prensa, el Infraestructure Partnerships Australia nombró en 2007 a tres proyectos que comenzaron en el gobierno de Carr como los tres mejores PPPs de Australia: el Westlink M7 que fue entregado a finales de 2005; la construcción y mantenimiento de escuelas que el Auditor General había indicado que había ahorrado a los contribuyentes 55 millones de dólares; y el mantenimiento de 626 nuevos carros de tren. El enfoque en inversiones en caminos en lugar de transporte público ha sido criticado por ambientalistas por ser una prioridad equivocada: "Está claro que incluso en ese entonces NSW necesitaba inversión en transporte público desesperadamente".

Carr argumentó que la victoria de su sucesor Morris Iemma (quien fue reelegido con una gran mayoría en marzo de 2007) se dio debido a estos gastos en infraestructura. En un artículo escrito para el Australian Financial Review el 27 de marzo de 2007, observó que Barry Collier había citado 500 millones de dólares en infraestructura en su electorado, incluyendo la reconstrucción del Hospital Sutherland y la construcción del paso a nivel de Bangor y el puente Woronora. Carr también resaltó que Steve Whan, representante de Monaro, se había referido a los $60 millones para la reconstrucción del hospital de Queanbeyan. En Parramatta, dijo, una nueva conexión bus-tren valuada en $100 millones fue una dramática demostración de la capacidad de este miembro del gobierno gobierno.

### Otros asuntos
Un año después de haber sido nombrado primer ministro, Carr causó controversia cuando recomendó que el recientemente designado gobernador de Nueva Gales del Sur, Gordon Samuels, no viva en la casa gubernamental en Sídney, la cual se convertiría en un museo abierto al público. Esta decisión fue vista por los monarquistas como un intento de Carr, quien es republicano, de reducir la importancia de la oficina del gobernador.
El gobierno de Carr fue responsable por la construcción de las instalaciones y la celebración de los Juegos Olímpicos del año 2000, descritos en su momento por el Comité Olímpico Internacional como "las mejores olimpiadas de la historia". Carr luego hizo alarde de que las Olimpiadas fueron pagadas en su totalidad sin dejar ningún centavo como deuda.

### Renuncia
Para marzo de 2004, el apoyo popular de Carr había comenzado a caer; Newspoll mostró que por primera vez el público se encontraba más insatisfecho que satisfecho con el primer ministro. La oposición estaba explotando el hecho de que la falta de planificación no estaba a la par con una creciente ciudad capital en donde el transporte público, y el sumistro de agua y electricidad estaban siendo descuidados. Incluso después de anunciar la implementación de más trenes, plantas de energía y una nueva planta de desalinización, el público ya estaba cansado de Carr. Para junio de 2005, solo 35% de la gente estaba satisfecha con su desempeño y su nivel de desaprobación había estado por encima del 51% desde septiembre de 2004.
Tras diez años como primer ministro, Carr anunció su renuncia como premier así como representante de Maroubra el 27 de julio de 2005 y efectiva a partir del 3 de agosto. La renuncia inmediatamente provocó especulación de que la renuncia era un preludio a una incursión en la política a nivel federal, pero Carr rechazó esta insinuación. Su sucesor como primer ministro fue el exministro de Salud, Morris Iemma. La renuncia de Carr también provocó la renuncia del vice primer ministro Andrew Refshauge y el ministro de Planeación Craig Knowles.

### Legado
El ex primer ministro, Neville Wran, describió a Carr como «el modelo del primer ministro laborista moderno, un orador público poderoso y articulado que se identifica a sí mismo con las causas modernas del medio ambiente y la educación». Wran destacó que el modelo de Carr se había convertido en un ejemplo para otros líderes del Partido Laborista de Australia, siendo considerado como un mentor por algunos de ellos.
Bajo Carr, el gobierno de NSW pudo enorgullecerse de que mientras que en 1994 había 328 parques nacionales que cubrían cuatro millones de hectáreas de NSW, las políticas de Carr extendieron estos parques a 770 y un total de 6,6 millones de hectáreas en 2006. La protección de la vida salvaje fue profundizada: había 650.000 hectáreas protegidas en 1994, y para 2006 este número aumentó a 2 millones.
El Túnel de Desagüe Norte, financiado por el gobierno en su primer mandato, evitó que más de 20 mil millones de litros de drenaje se descargaran en la bahía de Sídney e hizo que las ballenas y delfines regresaran a ella. El gobierno también instaló trampas de polución para capturar basura y desperdicios que de otra manera hubiesen terminado en las playas de Sídney. En 1994, antes de la elección del gobierno, cada residente de Sídney generaba un promedio de 430 kg cada año, y solo 60 kg eran reciclados. Las reformas a la industria de procesamiento de desechos hicieron que los desperdicios generados por persona se reduzcan en un 28 por ciento a 310 kg al año y un incremento del 65% en la cantidad de desechos reciclados con 102 kg por persona.
Recibió el crédito por el aumento en el número y tamaño de los parques nacionales. Los comentarios sobre su legado en el transporte ferroviario fueron menos halagadores, debido a un récord pobre de tiempos de llegada de los trenes y una disputa industrial en 2004.

## Carrera política entre 2006-2012
Tras dejar el parlamento estatal, Carr se involucró profundamente en temas de interés público. Fue un importante promotor de la investigación en células madre y ayudó a persuadir a su sucesor de que no retirase el apoyo a las medidas que él había promovido en sus mandatos. En un artículo escrito en The Daily Telegraph el 24 de agosto de 2006 dijo: «La investigación en células madre tiene un gran apoyo del público. Dejen que los doctores y científicos hagan este trabajo. Su investigación podría salvar una vida en su familia o la mía». En un esfuerzo por obtener apoyo para la clonación terapéutica escribió en el Sydney Morning Herald el 25 de julio de 2006:

There is an air of unreality about the rejection by the Prime Minister, John Howard, of the Lockhart review, which recommended the go-ahead for one form of stem cell treatment, called somatic cell nuclear transfer (or therapeutic cloning), leaving it to the states to ponder whether they can validly legislate on their own.

A century from now, people will consider this bewildering, especially when the embryos are byproducts of IVF treatment and if not used in research get thrown out in plastic bags of hospital waste.

Continuó con su ferviente apoyo a la causa conservacionista al hacer varias declaraciones sobre los eucaliptos de río rojo. Estos árboles son "íconos australianos, parte de nuestro folclor, símbolos del interior de Australia", dijo en un artículo de opinión en el Sydney Morning Herald en julio de 2009.
Ha sido descrito por el periodista Paul Kelly como el principal opositor de una carta de derechos en Australia. Cuando el gobierno federal aceptó el argumento de Carr en contra de una carta, Carr escribió a The Australian que, «si el público creyera que un brazo del gobierno federal estuviera reprimiendo libertades, y Australia se estuviese quedando atrás de otras democracias, hubiese habido un fuerte empujón para una ley de derechos humanos». Añadió: «En lugar de eso... se hundió bajo el agua, sin dejar ni un rastro de tinta de impresión».
Siguiendo su interés en el alfabetismo, urgió la apertura del mercado de libros australianos para permitir así la importación de libros más baratos.
El aumento en la inmigración anual a Australia llevó a Carr a unirse al debate sobre lo que el llama la "capacidad de carga de Australia". Matthew Moore de The Sydney Morning Herald escribió: «Por más de dos décadas, Bob Carr ha estado advirtiendo a los australianos sobre los peligros de un crecimiento poblacional sin restricciones, indicando que los frágiles suelos y erráticos ríos del continente más antiguo lo hacen muy vulnerable a las presiones impuestas por cada ciudadano adicional».
Carr ha argumentado que «El debate debería ser sobre si la inmigración debería continuar a niveles muy altos. Debería ser si vamos a terminar con una población de 36 millones en 2050, a diferencia de lo anteriormente proyectado de 28,5 millones». Ambos bandos políticos parecieron aceptar los argumentos de Carr en las elecciones federales de 2010.
Carr se hizo cargo del tema de la obesidad y dijo que las cadenas de restaurantes deberían estar obligadas por ley a publicar la cantidad de calorías al lado de cada ítem en sus menús, que las grasas trans sean prohibidas en algunos estados estadounidenses y que los productores de comida procesada deberían ser obligados a reducir el contenido de sal en sus productos. La primera ministra de NSW, Kristina Keneally, pareció haber aceptado su argumento con el anuncio de una iniciativa del gobierno estatal para etiquetar las comidas en mayo de 2010.
Mientras estaba retirado, Carr ha dado discursos en conferencias internacionales sobre el cambio climático, las relaciones Australia-China y el multiculturalismo. Entrevisto al novelista estadounidense Gore Vidal en el festival de escritores de Shanghái y Hong Kong en 2007 y a Simon Sebag Montefiore, biógrafo de Iósif Stalin, en la Semana de Escritores de Sídney en 2008.
En octubre de 2005 Carr se convirtió en consultor a medio tiempo del MacquarieBank, el banco de inversiones más grande de Australia, proveyendo asesoría a la compañía en temas de políticas públicas, cambio climático, recursos renovables y otros temas estratégicos con un enfoque en China y Estados Unidos.
Carr continuó con sus intereses literarios, entrevistando autores y dando charlas en forma regular en el Festival de Escritores de Sídney. Fue un corresponsal invitado en el programa de televisión de ABC Foreign Correspondant, en el cual realizó una entrevista a su amigo Gore Vidal. En 2008 fue parte del panel económico de la Cumbre Australia 2020, y resaltó los temas de la República Australiana y la obesidad infantil.
Ha sido miembro de la junta directiva del Centro de Estudios de Estados Unidos desde 2009 y es miembro honorario de la Sociedad Chester A. Arthur, un grupo de trivia sobre política estadounidense que recibió su nombre en honor a ese presidente estadounidense. En 2010 fue nombrado Patrón de la Fundación del Conservatorio de Música de Sídney y Patrón del hogar Chiefley en Bathurst.
En abril de 2013, el periodista de Fairfax, Philip Dorling, identificó a Carr en una base de datos de cables diplomáticos desclasificados del Departamento de Estado de los Estados Unidos, y descubrió que había criticado al gobierno de Whitlam y suministrado información sobre la política interna del Partido Laborista durante discusiones con el cónsul general estadounidense en Sídney a principios de los 1970. Cuando se le preguntó sobre sus contactos con diplomáticos estadounidenses en los años 1970, el senador Carr dijo: "Estaba en mis veintes. Pude haber dicho cualquier cosa".

## Política a nivel federal

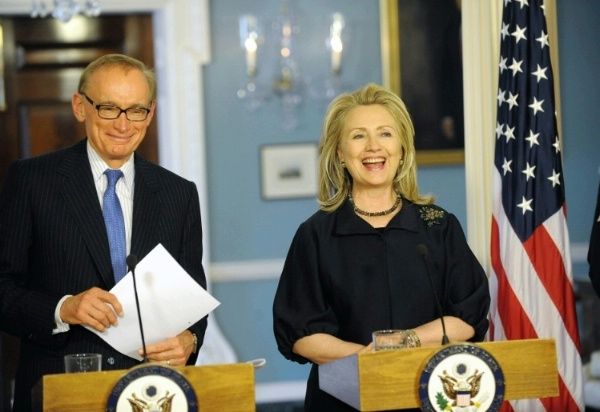
Carr junto a la secretaria de Estado de Estados Unidos, Hillary Clinton, en abril de 2012.

El 2 de marzo de 2012, la primera ministra Julia Gillard anunció que Carr sería nominado para llenar la vacancia casual en el Senado de Australia debido a la renuncia de Mark Arbib. Su periodo debía terminar en junio de 2014. Carr confirmó que buscaría ser elegido para al senado para un subsiguiente periodo de seis años, y fue así que fue nominado como el líder de la propuesta para el senado de 2013 en Nueva Gales del Sur por el Partido Laborista.
Carr fue elegido formalmente para ocupar el puesto vacante en el senado por una sesión conjunta del Parlamento de Nueva Gales del Sur el 6 de marzo de 2012. Gillard también anunció que Carr se convertiría en el nuevo ministro de Relaciones Exteriores en reemplazo de Kevin Rudd. El 13 de marzo fue posesionado oficialmente como senador y ministro de Relaciones Exteriores.
Como ministro de Relaciones Exteriores, los principales objetivos de Carr fueron la exitosa campaña para que Australia ocupe un puesto temporal en el Consejo de Seguridad de las Naciones Unidas, la aprobación de un Tratado Goblal sobre el Comercio de Armas, el proceso de paz del Medio Oriente, el conflicto en Siria y relaciones más cercanas entre Australia y la región de Asia-Pacífico, en especial Birmania, Indonesia y Papúa Nueva Guinea.

### Consejo de Seguridad de las Naciones Unidas
El periodo de Carr como ministro de Exteriores coincidó con las últimas etapas de la campaña de Australia para obtener un puesto en el Consejo de Seguridad de la ONU. La campaña, iniciada por el ex primer ministro Kevin Rudd en 2009, puso a Australia en la lista de candidatos para un puesto en la categoría "Europa Occidental y Otros", compitiendo contra naciones europeas como Luxemburgo y Finlandia. En el contexto de la campaña, Carr apoyó abiertamente una reforma al Consejo de Seguridad para que incluya membresía permanente para Japón, Brasil e India, además de dos puestos permanentes para África. Carr atribuyó la exitosa campaña de Australia a la promoción de lazos diplomáticos con países africanos y sus conexiones culturales y ambientales con las pequeñas naciones isleñas en el Caribe y el Pacífico. En octubre de 2012, Australia fue elegida cómodamente al Consejo de Seguridad, ganando una mayoría absoluta en la primera ronda de votación y convirtiendo de esta ocasión la primera vez en que Australia tenía un puesto en el consejo desde 1985-86. Sin embargo, la oposición Liberal-Nacional se opuso a la campaña por un puesto para Australia en el Consejo de Seguridad, criticándola por su costo, impacto en la política exterior y el riesgo de fracasar en el intento.

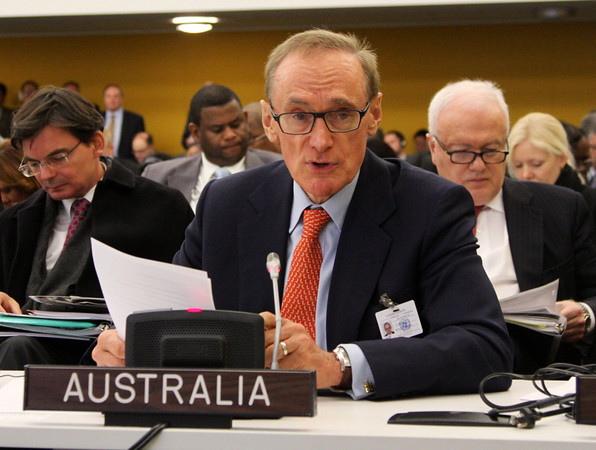
Abriendo las negociaciones sobre el tratado de armas, ONU, Nueva York, 20 de marzo de 2013.

Fue uno de los promotores del Tratado de comercio de Armas de las NNUU para reducir el suministro de armas a estados canalla o grupos terroristas. Carr viajó dos veces a Nueva York para hacer campaña para este tratado personalmente. Durante su paso por el Ministerio de Exteriores el tratado fue aprobado en la ONU por 154 votos contra 3, concluyendo así una campaña diplomática de siete años.

### Proceso de paz del Medio Oriente
Carr también fue responsable de conseguir el apoyo del gobierno australiano para abstenerse en una moción ante la Asamblea General de las Naciones Unidas para otorgar estado de observador a la Autoridad Palestina. Esto representó un cambio de la anterior posición de Australia de oponerse a esta moción, posición que había sido promocionada por la en ese entonces primer ministro, Julia Gillard. Carr argumentó que la abstención permitía a Australia "acercarse a los palestinos moderados que quiere una solución pacífica [al conflicto con Israel] y decirles que no estábamos en su contra." La abstención de Australia contó con la oposición del ministro en la sombra del Partido Liberal, Julie Bishop, que sugirió que el estado de observador dentro de la ONU para a Autoridad Palestina "prolongaría el conflicto" entre los palestinos e Israel. La moción en la ONU finalmente se llevó a cabo con 138 votos a favor, nueve en contra y 41 abstenciones.